# كسلان ذو العرف
كسلان ذو العرف (الاسم العلمي: Bradypus torquatus) (بالإنجليزية: maned sloth) هو نوع من الحيوانات يتبع جنس الكسلان الثلاثي الأصابع من فصيلة الكسلانيات بطيئات الأرجل.